# Йожеф Ґат
Йожеф Ґат (угор. Gát József; 26 грудня 1913, Секешфегервар — 2 липня 1967, Будапешт) — угорський піаніст, клавесиніст і музичний педагог.  

## Біографія
Народився в єврейській родині.
У 1938 році закінчив Музичну академію Ференца Ліста в Будапешті у Золтана Кодая, Бели Бартока і Арнольда Секея. Внаслідок дискримінаційної політики нацистів зазнавав труднощів у працевлаштуванні, а в період Другої світової війни був змушений переховуватися. Більше 30 його родичів, включаючи батьків і першу дружину, загинули в нацистських концентраційних таборах.
З 1949 року викладав в Музичній академії Ференца Ліста (серед учнів, зокрема, Ілона Пруна  і Тамаш Вашарі). Відомий як методист, опублікував ряд підручників, серед яких особливою популярністю користувалася «Техніка фортеп'янної гри» (угор. A zongorajáték technikája 1954), перекладена вісьмома мовами. Підготував угорські видання широкого діапазону творів — від «24 мотетів» Орландо Лассо до творів М. Глінки.
Як виконавець Ґат вважається ініціатором відродження клавесина в Угорщині, яке розпочалося з придбання ним першого власного інструменту в 1952 році. У 1955 році кілька старовинних інструментів були представлені Ґатом на концерті у Великому залі Академії імені Ліста. Він записав виконані на клавесині Ґольдберг-варіації Йоганна Себастьяна Баха (1963) і альбом п'єс Франсуа Куперена (1966). Обидва записи відтворені в 1999 році на CD компанією Hungaroton (HRC 1001, HRC 1013).
Помер від серцевого нападу.

### Родина
Донька — Естер Фонтана (угор. Eszter Fontana).

## Пам'ять
Композитор Джеремі Пейтон-Джонс (англ. Jeremy Peyton Jones) написав для клавесина «Пам'яті Ґата і Бродського» (англ. In Memoriam Gát and Brodszky) в 3-х частинах; перше виконання відбулося в 2007 року в Норвічі.